# Đàn nhị
 (février 2024).
Si vous disposez d'ouvrages ou d'articles de référence ou si vous connaissez des sites web de qualité traitant du thème abordé ici, merci de compléter l'article en donnant les références utiles à sa vérifiabilité et en les liant à la section « Notes et références ».
Le đàn nhị, ou đàn cò, est un instrument à cordes vietnamien.
Il s'agit d'une sorte de vièle dont le résonateur est fermé d'une peau de serpent. Les deux cordes peuvent être en soie, en métal ou en nylon. L'archet est tenu de la main droite, paume tournée vers le haut.

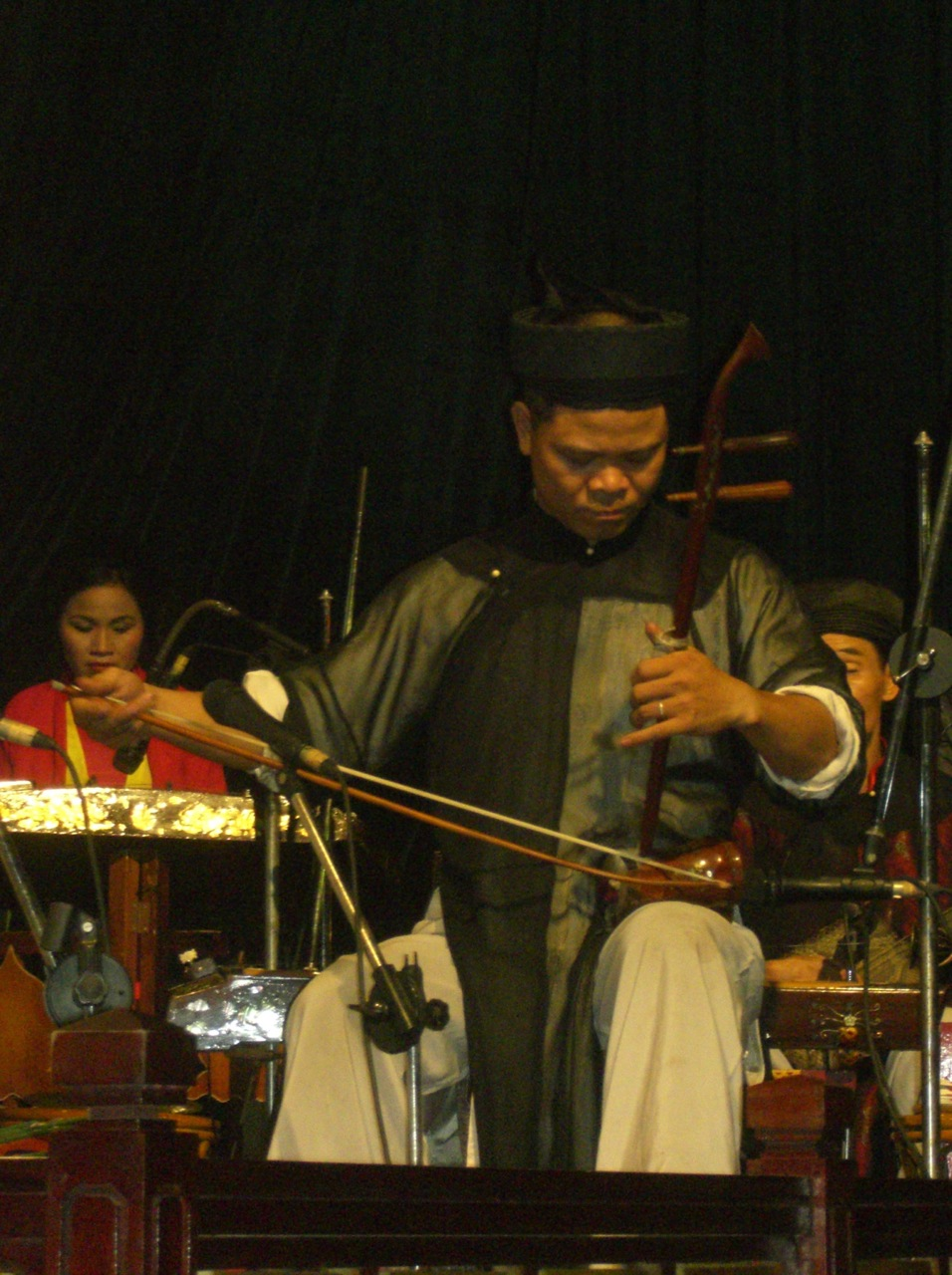
Un joueur de đàn nhị à Hanoï en 2007.